# Likurg (syn Aleosa)
Likurg lub Lykurgos (gr.: Λυκοῦργος, Lykurgos) – król Tegei, syn Aleosa. Postać z mitologii greckiej.
Likurg był potomkiem Arkasa, synem Aleosa i Neajry, córki Pereusa. Został królem Tegei po śmierci brata Cefeusza, który zginął wraz z synami pod Spartą. Dożył bardzo późnego wieku. Z Kleofyle (lub Euronyme) miał czterech synów Ankajosa, Epochosa, Amfidamasa i Iasosa. Przez Iasosa był dziadkiem Atalanty, przynajmniej w jednej wersji mitu o niej. Był też dziadkiem Melaniona, który ją poślubił.
Homer w Iliadzie przechował wiadomość o tym, że Likurg pokonał w walce Areitoosa, króla Arne w Beocji, który nie używał w boju włóczni, ani łuku, lecz żelazną buławą druzgotał zastępy wroga. Likurg użył podstępu, wciągnął Areitoosa do wąskiego parowu, w którym nie mógł on użyć buławy i tam przeszył go włócznią. Zbroję zdobytą na przeciwniku sam nosił przez długie lata, przed śmiercią przekazał ją olbrzymowi Ereutalionowi. Likurg żył bardzo długo i kiedy zmarł jego synowie już nie żyli. Władzę po nim przejął Echemos, syn Aeroposa, wnuk Cefeusza.